# CRUCIFY MY LOVE
「CRUCIFY MY LOVE」（クルーシファイ・マイ・ラブ）は、ロック・バンドのX JAPANが1996年8月26日にリリースした15作目のシングル。当初は1995年12月25日に発売される予定であったが、アルバム『DAHLIA』のレコーディングの遅れの影響で、発売日が大幅に延期された。
テレビ朝日系列『トゥナイト2』のエンディングテーマ、および日本石油「ZOA」のCMソング。カップリングには1995年末の『DAHLIA TOUR 1995-1996』東京ドーム公演で演奏された「WEEK END」を収録した。

## 制作
ボーカルとピアノ、ストリングスのみで構成されており、ピアノはビンテージ・モデルのスタインウェイがワン・オン・ワン・レコーディング・スタジオで録音された。ライヴ感を残すために、エンディングの最後はオン・マイクからオフ・マイクに切り替えているほか、ピアノのペダルそばにもマイクを立て、ペダルから足を離す音も収録している。ストリングスはニューヨークのザ・ヒット・ファクトリーでアメリカ交響楽団が演奏している。日本石油「ZOA」のCMでは、シンセサイザー音源が生のストリングスに差し替えられる前のデモ・バージョンが使用された。
歌詞は海外版をイメージしていたため全て英語で書かれており、ロサンゼルス滞在中に発生したロス暴動や人種間の対立などに疑問を投げかけたものにラブ・ソングを絡めた内容になっている。

## カバー・バージョン
スペインのロック・バンドのゴシック・ドールズが、2008年にリリースしたアルバム『ザ・ラスト・ブレス』にカバー・バージョンを収録している。

## 収録曲
1. CRUCIFY MY LOVE - 4:38
（作詞・作曲・編曲:YOSHIKI）
2. WEEK END ('95 TOKYO DOME LIVE VERSION) - 6:15
（作詞・作曲:YOSHIKI　編曲:X JAPAN）

## パーソネル
| - 共同プロデューサー：         | X JAPAN                                                |
| - ストリングス・アレンジ：     | YOSHIKI、ディック・マークス、シェリー・バーグ          |
| - スコアリング：               | トム・ハーム                                           |
| - オーケストラ：               | アメリカ交響楽団                                       |
| - ミキシング・エンジニア：     | マイク・ギンク                                         |
| - レコーディング・エンジニア： | マイク・ギンク、リッチ・ブリーン                       |
| - アシスタント・エンジニア：   | タール・ミラー、カール・ナッパ、ポール・ファルコーネ   |
| - マスタリング・エンジニア：   | スティーブン・マーカソン（プレシジョン・マスタリング） |

## 収録アルバム
#1
- 『DAHLIA』(スタジオアルバム、#6)
- 『Singles 〜Atlantic Years〜』（ベストアルバム、#8)
- 『X JAPAN BEST 〜FAN'S SELECTION〜』（ベストアルバム、Disc 2－#6)
- 『WE ARE X オリジナル・サウンドトラック』（サウンドトラック、#6)

#2
- 『LIVE LIVE LIVE TOKYO DOME 1993-1996』（ライブアルバム、Disc 1－#4)
- 『Singles 〜Atlantic Years〜』（ベストアルバム、#9)